# 福尔克·桑德斯特伦
福尔克·桑德斯特伦（瑞典語：Folke Sandström，1892年9月27日—1962年8月18日），瑞典男子马术运动员。他曾代表瑞典参加1936年夏季奥林匹克运动会马术比赛，获得团体盛装舞步赛铜牌。